# Kelvedon
Kelvedon is een civil parish in het bestuurlijke gebied Braintree, in het Engelse graafschap Essex. De plaats telt 3587 inwoners.